# Alpinespaniël
De alpinespaniël is een uitgestorven hondenras dat in het verleden werd ingezet door de augustijner kanunniken voor reddingsoperaties in de bergen waar ze, in het gebied rond de Grote Sint-Bernhardpas, hospices hadden gevestigd. De spaniël was een grote hond gekend voor zijn dikke gekrulde vacht. Een van de bekendste exemplaren was Barry, die 40 mensen zou hebben gered. Zijn opgezette lichaam werd weliswaar meermaals gewijzigd om beter te passen bij de beschrijvingen over dit uitgestorven ras uit eerdere tijdsperioden. Ten gevolge van de leefomstandigheden in de Alpen, en een reeks ongevallen, bespraken auteurs uit de jaren 1830 de mogelijkheid van het uitsterven van dit ras. Op een gegeven moment, voor 1847, was door ziekte nog maar één exemplaar van dit ras in leven. In het natuurhistorisch museum van Bern ligt bewijs dat aantoont dat er twee verschillende hondenrassen gebruikt waren tijdens die periode in dit gebied. Men denkt dat dit ras de voorloper is van de moderne sint-bernard en de clumberspaniël.

## Beschrijving
De alpinespaniël was een grote spaniël met, volgens beschrijvingen, een schofthoogte van 60 cm hoog en een lengte van 120 cm gemeten vanaf de neus tot aan de staart. Het had een dichte vacht met meer krullen dan de Engelse cockerspaniël of de Engelse springerspaniël. Het was een zeer intelligent ras dat bijzonder goed was aangepast aan het klimaat van de Zwitserse Alpen.
Oude schedels in de collectie van het natuurhistorisch museum in Bern tonen aan dat er veel diversiteit was wat betreft de vorm van het hoofd. Uit de vorm van deze schedels kan mijn zien dat, tijdens zelfde tijdsperiode, er twee verschillende variaties van dit ras bestonden. De grotere schedels hebben een meer uitgesproken stop en een kortere snuit, terwijl de kleinere schedels opvallend veel minder stop hebben en een langere snuit.

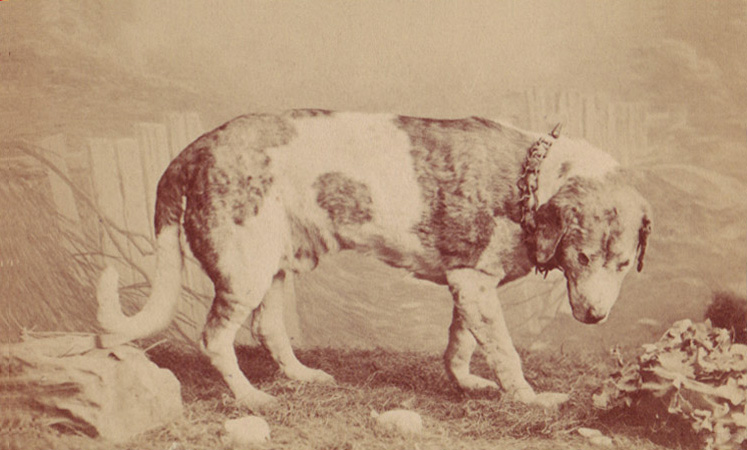
Het opgezette lichaam van Barry voor de wijziging in 1923

## Geschiedenis
Alpinespaniëls werden gehouden door kanunniken in kloosters in de Alpen, onder andere in het Grote Sint-Bernard Hospice in de Grote Sint-Bernhardpas tussen Italië en Zwitserland, om tijdens zware sneeuwstormen te gaan zoeken naar reizigers. De honden werden in paren uitgezonden om op zoek te gaan naar gestrande reizigers en waren zodanig getraind dat ze, wanneer ze de reizigers gevonden hadden, terugkeerde naar het hospice om dan hulpverleners naar de ongelukkige individuen te leiden. Dit alpine ras werd ook gebruikt als waakhond voor kudden schapen en runderen in bergachtige gebieden, waaronder ook het Himalaya gebergte.

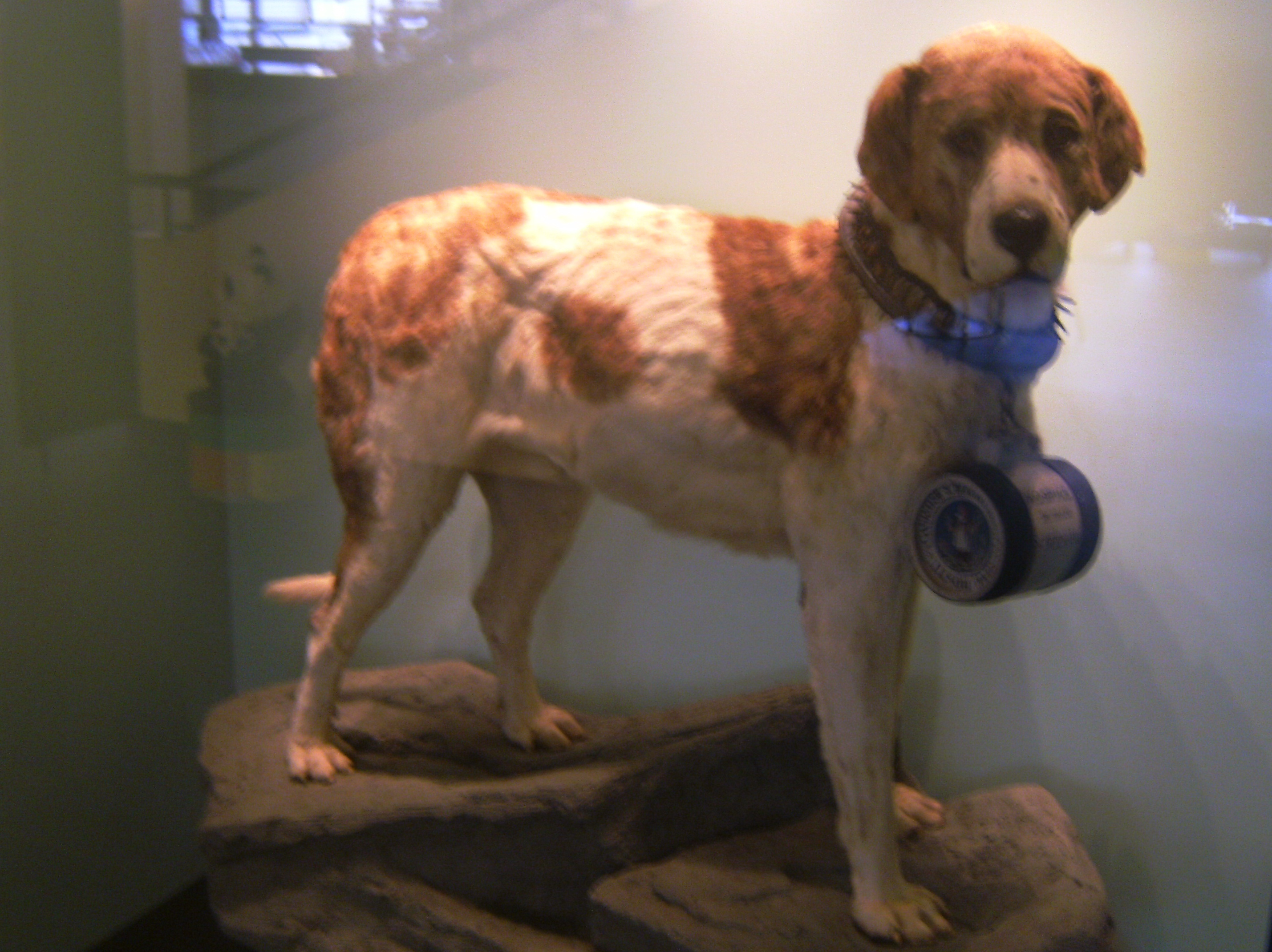
Het opgezette lichaam van Barry na de wijzigingen van 1923

Tussen 1800 en 1814 leefde er een hond, genaamd Barry, in een van de hospitia. Hij was in zijn tijd zo beroemd dat ze zijn lichaam hebben bewaard in het natuurhistorisch museum van Bern. Echter, tijdens zijn behoud hebben de taxidermist en de directeur van het museum besloten het lichaam van Barry aan te passen en te vervormen naar wat zij dachten een goed voorbeeld was voor het ras in die periode. In 1923 werd het hoofd nogmaals aangepast, ditmaal om het te doen lijken op de sint-bernard uit die tijd. Voor deze aanpassing was de schedel veel vlakker en had deze een matige stop.
In 1829 werd er een mastiffachtige hond vanuit het Grote Sint-Bernard Hospice naar Liverpool en Londen gebracht om daar tentoongesteld te worden aan duizenden mensen. Dit maakte de alpine mastiff heel erg bekend, maar tekeningen van de hond kwamen niet overeen met beschrijvingen over de alpinespaniël voor deze tentoonstelling, en beschrijvingen van het ras werden belachelijk gemaakt in latere publicaties.
Vanwege de verraderlijke omstandigheden waarin dit ras werd gebruikt, gepaard met een opeenvolging van ongelukken, werd er in 1839 al gesproken over het mogelijk uitsterven van deze honden. De genadeslag kwam ergens voor 1847, wanneer er een pestuitbraak was in de regio en het ras gereduceerd werd tot maar één exemplaar. Hierdoor waren de kanunniken gedwongen om deze laatste alpinespaniël te kruisen met andere rassen.

## Nalatenschap

### Sint-bernard

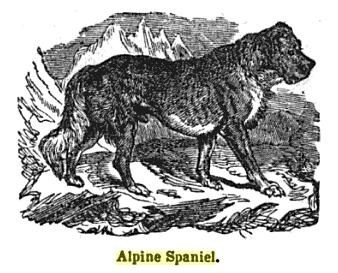
Een tekening van de alpinespaniël uit 1848, 18 jaar nadat ze voor het eerst werden gekruist met de newfoundlander

De alpinespaniël was een van de directe genetische voorouders van de sint-bernard. Vanaf het jaar 1830 zijn de kanunniken en de monniken van de Zwitserse Alpen begonnen met het kruisen van hun honden met de newfoundlander. Hun verwachting was dat de nakomelingen hiervan de lange haren zouden hebben van de newfoundlander en dat hierdoor de honden beter zouden beschermd zijn tegen de kou. Helaas, het ijs en de sneeuw klonterden zich vast aan de lange haren waardoor de honden niet langer effectieve reddingshonden waren. De kloosters gaven deze langharige honden weg aan de mensen die in de omringende Zwitserse valleien woonden.
In 1855 werd er een stamboek geopend voor deze kruising, hiermee werd het hospitium voorzien van geschikte honden en er werden ook honden geëxporteerd naar het buitenland. Vele mensen begonnen deze honden lukraak met elkaar te fokken, wat resulteerde in hun moderne uitstraling die we vandaag kennen. Tegen 1868 werd het meer de gewoonte om naar dit ras te verwijzen als de "sint-bernardshond" dan als de alpinespaniël.

### Clumberspaniël
Er wordt gedacht dat de clumberspaniël ontstaan is in de 18de eeuw in Frankrijk vanuit een kruising van een basset hound en een alpinespaniël. De naam "Clumber" zelf komt van Clumber Park, Nottinghamshire.